# Балотеаска (Арђеш)
Балотеаска (рум. Baloteasca) насеље је у Румунији у округу Арђеш у општини Леордени. Oпштина се налази на надморској висини од 214 m.

## Становништво
Према подацима из 2002. године у насељу је живело 162 становника, од којих су сви румунске националности.